# 동면 (양산시)

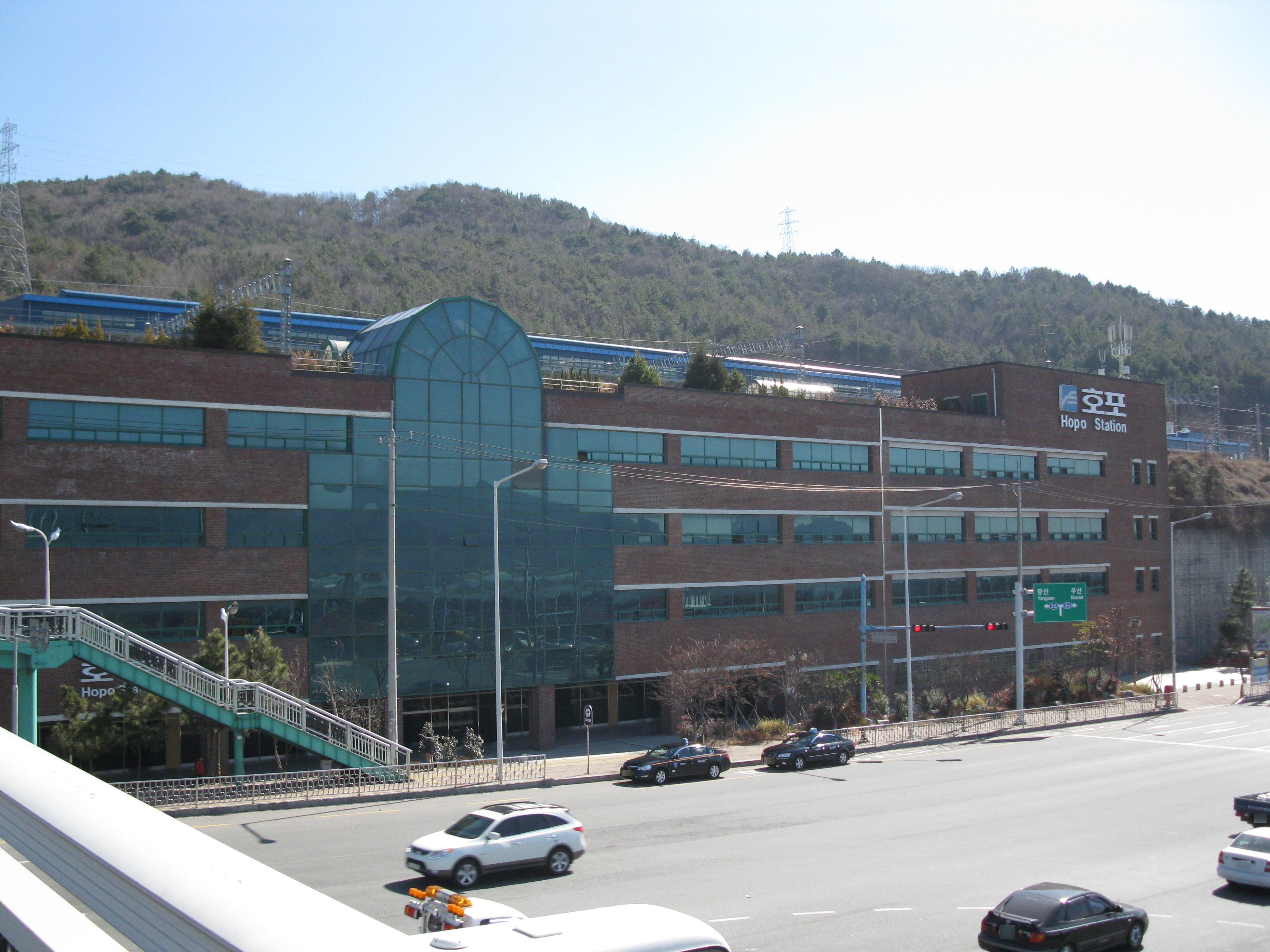
호포역 전경

동면(東面)은 경상남도 양산시의 남동부에 위치한 면이다. 면사무소는 내송리에 있다.
면적은 56.47 km2이고, 지리적으로 농촌인 동부 지역(여락·법기·개곡리)과 도시화된 중서부 지역(내송·사송·석산·금산·가산리)이 분리되어 있다. 또, 동부 지역 중에서도 법기리와 개곡리는 외떨어져 사실상 월경지이다.

## 역사
- 1877년 : 동래군에서 양산군으로 편입되었다.

상동방(上東坊)에는 본법리·개곡리·창기리·여락리·외송리·내송리·계석리가, 하동방(下東坊)에는 죽리·금산리·가산리·공창리·동원리·대천리가 속했다.
- 1914년 4월 1일 : 상동방과 하동방이 양산군 동면으로 통합되었다.

하동방에 속했던 공창리·동원리·대천리는 동래군으로 이관되었다.

### 인구 추이
동면은 1만1407 명(2010년 12월 말 주민등록 기준)이던 인구가 물금읍과 가까운 면의 서부 지역 개발로 계속 증가하여 2013년 9월에 2만명, 2017년 8월에 3만명, 2018년 9월에 3만5천명을 각각 돌파하였다. 이후 2021년 11월부터 양산 시내와 부산광역시 금정구 사이에 위치한 '양산사송공공주택지구'에 입주가 시작되면서 2023년 1월에 4만명을 돌파하였다.

## 법정리
- 내송리
- 사송리
- 가산리
- 금산리
- 석산리
- 개곡리
- 여락리
- 법기리

## 주거 지역
| 단지명                             | 건설사                | 시행사                                | 주소 | 입주        | 비고 |
| ---------------------------------- | --------------------- | ------------------------------------- | ---- | ----------- | ---- |
| 양산 이지더원 리버포레 3차         | 라인건설㈜            | ㈜이지아산산업                        |      | 2017년 7월  |      |
| 남양산역 반도유보라 아이비파크 5차 | ㈜반도건설            | ㈜반도건설                            |      | 2016년 11월 |      |
| 남양산역 반도유보라 아이비파크 6차 | ㈜반도건설            | ㈜반도건설                            |      | 2017년 5월  |      |
| 남양산역 양우내안애 에코뷰 6차     | 양우건설              | 광문개발㈜                            |      | 2017년 5월  |      |
| 남양산역 e편한세상 1차             | 대림산업              | 대림산업                              |      | 2013년 5월  |      |
| 남양산역 e편한세상 2차             | 대림산업              | 대림산업                              |      | 2013년 5월  |      |
| 남양산역 금호어울림                | 금호산업              | ㈜대한토지신탁                        |      | 2018년 5월  |      |
| 사송역 우미린 포레스트             | 다안건설㈜ 우미개발㈜ | ㈜심우종합건설                        |      | 2024년 7월  |      |
| 사송신도시 롯데캐슬                | 롯데건설              | ㈜엘티대한제8호위탁관리부동산투자회사 |      | 2024년 5월  |      |
| 사송신도시 제일풍경채 퍼스트파크   | ㈜제일건설            | ㈜웰메이드플레이스                    |      | 2024년 3월  |      |
| 사송 더샵 데시앙                   |                       |                                       |      |             |      |
| 사송 더샵 데시앙 2차               |                       |                                       |      |             |      |
| 사송 더샵 데시앙 3차               |                       |                                       |      |             |      |

## 교육
- 금송초등학교 (사송리 / 초중통합학교)
- 금오초등학교 (석산리 / 초중통합학교)
- 동면초등학교 (내송리)
- 동산초등학교 (금산리)
- 사송초등학교 (내송리)
- 석산초등학교 (석산리)
- 영천초등학교 (여락리)
- 사송중학교 (내송리)
- 금송중학교 (사송리 / 초중통합학교)
- 금오중학교 (석산리 / 초중통합학교)

## 교통
- 도시철도
  - 부산 도시철도 2호선 : 호포역
  - 양산 도시철도 : 사송역(2026년 예정),내송역(2026년 예정)
- 도로
  - 고속도로 : 남양산IC,경부고속국도,중앙고속도로지선
  - 국도 : 국도 제35호선 (양산대로의 구간)